# منا (ایالت نیجر)
منا (به انگلیسی: Minna) یک شهر در نیجریه است که در ایالت نیجر واقع شده‌است.
پنبه، سورگوم دورنگ و زنجبیل محصولات عمده کشاورزی این شهر است. صنایع دستی در این شهر، شامل کار چرم و فلزکاری است.
منا به شهرهای همسایه از طریق جاده متصل می‌شود. آبوجا، پایتخت این کشور، در فاصلهٔ ۱۵۰ کیلوتری مناست. این شهر از طریق راه آهن به کانو در شمال و ابادان و لاگوس در جنوب می‌پیوندد. فرودگاه کوچک منا در حومهٔ این شهر قرار دارد. در سال ۲۰۱۱ میلادی، طرحی به منظور گسترش عمده این فرودگاه اعلام شد.

## شهر خواهرخوانده
- داخله از  مراکش، خواهرخواندهٔ منا است.